# Arthur Gary Bishop
Arthur Gary Bishop (ur. 29 września 1952 w Hinckley, zm. 10 czerwca 1988 w Draper) – amerykański pedofil i seryjny morderca. W latach 1979–1983 zamordował w Salt Lake City, w stanie Utah pięciu chłopców. Za swoje zbrodnie został skazany na karę śmierci.

## Dzieciństwo i młodość
Arthur Gary Bishop urodził się w Hinckley w stanie Utah. We wczesnych latach życia był pobożnym mormonem, a także osiągał dobre wyniki w nauce.
Bishop zaczął molestować dzieci, gdy pracował w fundacji Big Brothers Big Sisters of America. Mimo iż dzieci żaliły się o tym, co im robi Bishop, to nikt nie reagował. W 1977 roku Bishop został skazany za defraudację na pięć lat więzienia w zawieszeniu. Niedługo potem wyjechał do Salt Lake City, gdzie żył posługując się pseudonimem Roger Downs.

## Morderstwa
Pierwszego morderstwa Bishop dokonał w 1979 roku. W ciągu kilku następnych lat zamordował jeszcze czterech chłopców. Ofiary gwałcił, a następnie topił w wannie, w swoim mieszkaniu. W okresach między zabójstwami torturował i mordował szczenięta zabrane ze schroniska. W lipcu 1983 roku zgłosił się na policję, informując, że może pomóc w śledztwie dotyczącym zaginięć chłopców. Jednak gdy policjanci sprawdzili raporty w sprawie zabójstw, odkryli, że Bishop mieszkał w okolicach miejsc zaginięcia wszystkich chłopców i co więcej, był znajomym rodziców ostatniej ofiary. Niedługo potem Bishop przyznał się do morderstw i ujawnił miejsce ukrycia zwłok chłopców w lesie w okolicach miejscowości Cedar Fort.

## Proces i egzekucja
W czasie procesu Bishop stwierdził, że zdjęcia z dziecięcą pornografią pobudziły jego fantazje do tego stopnia, że nie był w stanie ich opanować i zaczął zabijać. Sąd uznał go winnym wszystkich pięciu morderstw i skazał na karę śmierci przez wstrzyknięcie trucizny.
Egzekucja Bishopa odbyła się 10 czerwca 1988 roku w więzieniu Utah State Prison. W ostatniej swej przemowie, Bishop stwierdził, że gnębią go wyrzuty sumienia za swoje zbrodnie.

## Ofiary Bishopa
| Lp. | Ofiara            | Wiek | Data                 |
| --- | ----------------- | ---- | -------------------- |
| 1.  | Alonzo Daniels    | 4    | 14 października 1979 |
| 2.  | Kim Peterson      | 11   | 8 listopada 1980     |
| 3.  | Danny Davis       | 4    | 20 października 1981 |
| 4.  | Troy Ward         | 6    | 22 czerwca 1983      |
| 5.  | Graeme Cunningham | 13   | 14 lipca 1983        |